# مکسیننی
مکسیننی یک کمون واقع در شهرستان برایلا، مونتنیا، رومانی است. این کمون شامل پنج روستا است: کوربو نو، کوربو وچ، لاتینو، مکسیننی، و واینشتی.